# Анце

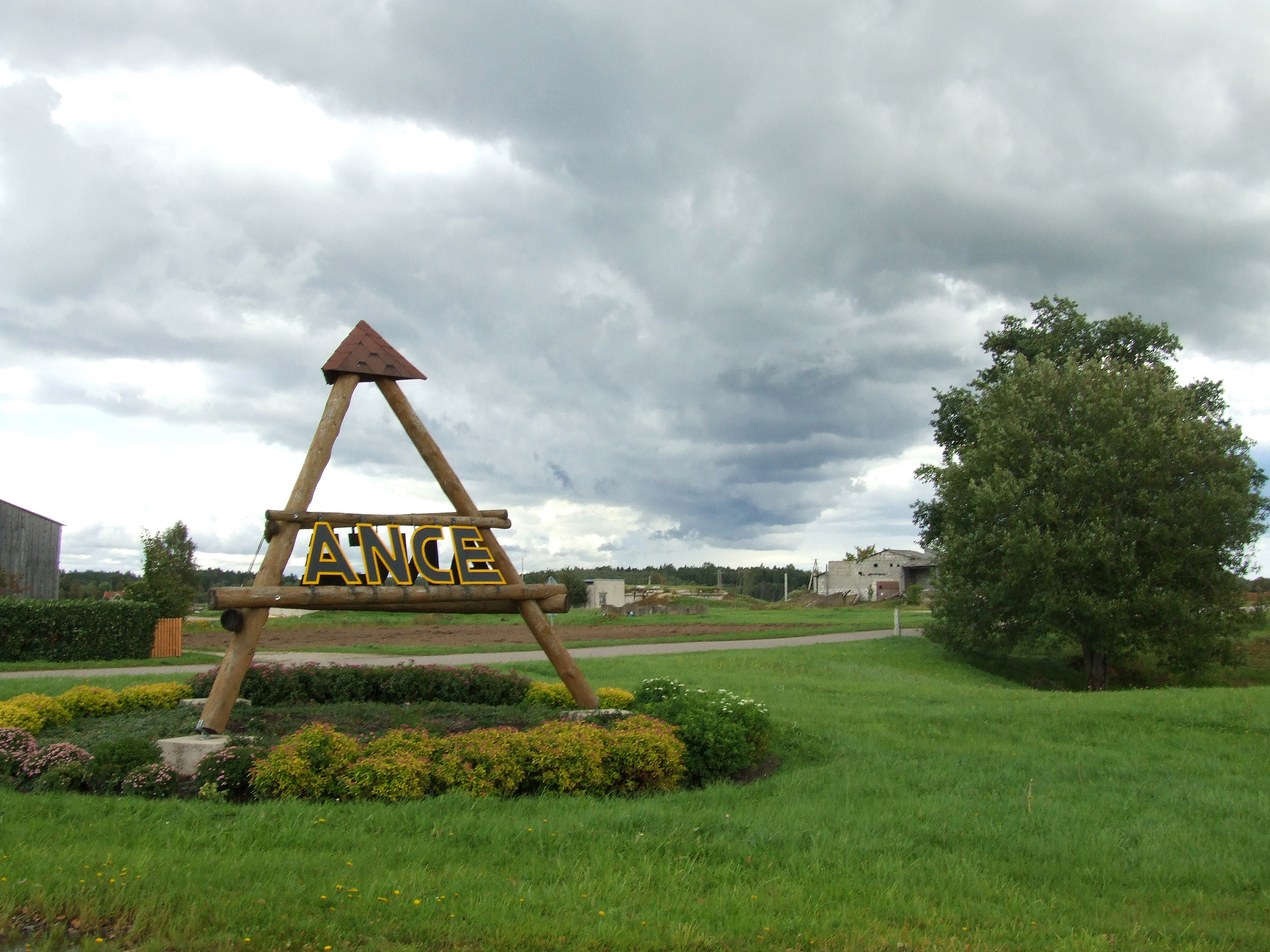
Знак «Анце»

А́нце (латыш. Ance, лив. Aņtš) — населённый пункт в Вентспилсском крае Латвии. Административный центр Анцской волости. Расстояние до города Вентспилс составляет около 38 км. Рядом протекает река Стенде. По данным на 2015 год, в населённом пункте проживал 391 человек. Есть дом культуры, библиотека, начальная школа и детский сад.

## История
Населённый пункт возник при поместье Анце.
В советское время населённый пункт был центром Анценского сельсовета Вентспилсского района. В селе располагался колхоз «Анце».